# Antoni Flamma
Antoni Flamma (en llatí Antonius Flamma) va ser un cavaller romà.
Va ser governador de Cirene sota Neró. Tàcit explica que al començament del regnat de Vespasià el 71, va ser desterrat, acusat de crueltat i extorsió durant el seu govern de Cirene.